# Farringdon (Hampshire)
Pour les articles homonymes, voir Farringdon.
Farringdon est une paroisse civile et un village du Hampshire, en Angleterre.